# Gare de Nishi-Ōgata
La gare de Nishi-Ōgata (西大方駅, Nishi-Ōgata-eki) est une gare ferroviaire localisée dans le bourg de Kuroshio, dans la préfecture de Kōchi au Japon. La gare est exploitée par la compagnie Tosa Kuroshio Railway, sur la ligne Nakamura.

## Situation ferroviaire
Établie à 14 mètres d'altitude, la gare de Nishi-Ōgata (TK38) est située au point kilométrique (PK) 37,2 de la ligne Nakamura (à voie unique et étroite 1 067 mm), entre les gares de Tosa-Irino et de Kotsuka.

## Histoire
- 1er octobre 1970 Ouverture de la gare  sur la ligne par la Japanese National Railways
- 1er avril 1987 La Japanese National Railways est découpée en plusieurs sociétés, la JR Shikoku reprend la gestion de cette gare
- 1er avril 1988 La gestion de la gare est confiée à la société Tosa Kuroshio Railway

## Service des voyageurs

### Ligne ferroviaire
- Tosa Kuroshio Railway
  - Ligne Nakamura TK38

### Quai
- Cette gare dispose d'un quai et d'une voie.

| N° de voie | Ligne      | Direction |
| ---------- | ---------- | --------- |
| 1          | ▆ Nakamura | Nakamura  |
| 1          | ▆ Nakamura | Kubokawa  |